# Этрук, Рейн
Рейн Тоомас Этрук (эст. Rein-Toomas Etruk, 22 марта 1938, Таллин — 11 сентября 2012, Таллин) — эстонский шахматист, трёхкратный чемпион Эстонии по шахматам, мастер спорта СССР (1964).

## Биография
В 1954 и 1955 годах становился чемпионом Эстонской ССР по шахматам среди школьников.
В составе сборной Эстонской ССР участник командных чемпионатов СССР. В 1958 и в 1967 гг. получал малую золотую медаль за лучший результат на доске. В 1962 году получил малую серебряную медаль за 3-й результат на доске.
На чемпионатах Эстонской ССР по шахматам в общей сложности завоевал 9 медалей: три золотые (1965, 1969, 1973), три серебряные (1964, 1966, 1970) и три бронзовые (1962, 1967, 1968). В 1974 и 1990 годах первенствовал в чемпионате Эстонии по блицу.
Участвовал в сильном по составу таллинском турнире 1969 г. В 1971 году на представительном шахматном турнире в городе Пярну занял шестое место.
В составе сборной Эстонии участвовал в международных матчах со сборными Финляндии (2001 г., ничья с К. Консалой) и Латвии (2002 г., ничья с В. Ф. Кирилловым).
Окончил филологический факультет Тартуского государственного университета.

## Изменения рейтинга
| Графики недоступны из-за технических проблем. См. информацию на Фабрикаторе и на mediawiki.org. |